# Rio Itiquira
Rio Itiquira är ett vattendrag i Brasilien.   Det ligger i delstaten Mato Grosso, i den centrala delen av landet, 800 km väster om huvudstaden Brasília.
Omgivningarna runt Rio Itiquira är huvudsakligen savann. Trakten runt Rio Itiquira är nära nog obefolkad, med mindre än två invånare per kvadratkilometer.